# Alex Carey (Cricketspieler)
Alex Tyson Carey (* 27. August 1991 in Loxton, Australien) ist ein australischer Cricketspieler, der seit 2018 für die australische Nationalmannschaft spielt.

## Kindheit und Ausbildung
In seiner Jugend spielte Carey neben Cricket auch Australian Football. Im Jahr 2008 war er im Kader für South Australia bei der nationalen U18-Meisterschaft im Australian Football. Zunächst spielte er für Glenelg in der SANFL.

## Aktive Karriere
Carey konzentrierte sich zunächst auf Australian Football und war der erste Kapitän der Greater Western Sydney Giants, bevor diese in die Australian Football League aufgenommen wurden. Als dies geschah, fand er dort keine Berücksichtigung mehr und suchte nach neuen sportlichen Herausforderungen. Daraufhin konzentrierte er sich auf Cricket und ein Jahr später gab er im Jahr 2013 für South Australia sein First-Class-Debüt im Sheffield Shield. Dort wechselte er dann vom Batter zu einem Wicket-Keeper. Es sollte bis zur Saison 2015/16, bis er nach guten Leistungen in der zweiten Mannschaft und im Club-Cricket den etablierten Wicket-Keeper von South Australia, Tim Ludeman, ersetzte. Nachdem er in der Saison 2015/16 des Sheffield Shields überzeugen konnte, er stellte unter anderem ein Rekord für die meisten Dismissals im Sheffield Shield auf, rückte er der Nationalmannschaft immer näher. Im Vorlauf zur Ashes Tour 2017/18 wurde über sein Test-Debüt spekuliert, was jedoch verhindert wurde als Tim Paine überraschend ins Team zurückkam. Jedoch gab er dann in der folgenden ODI-Serie sein Nationalmannschafts-Debüt. Im Februar folgte dann auch sein Twenty20-Debüt in einem heimischen Drei-Nationen-Turnier gegen Neuseeland. Er konnte sich dann schnell in den beiden Formaten etablieren und wurde schon im Mai 2018 zum Vize-Kapitän des Twenty20-Teams ernannt.
Im März 2019 erzielte er in der ODI-Serie gegen Pakistan sein erstes Fifty über 55 Runs. Im Sommer folgte dann der Cricket World Cup 2019. Hier erzielte er zunächst gegen Indien ein Fifty über 55* Runs. Nachdem er für 71 Runs beim Spiel gegen Neuseeland als Spieler des Spiels ausgezeichnet wurde, konnte er gegen Südafrika ein Half-Century über 85 Runs erreichen. Im Halbfinale erzielte er zwar gegen Gastgeber England 46 Runs, was jedoch nicht ausreichte um ins Finale einzuziehen, bei dem England dann Weltmeister wurde. Im weiteren Verlauf des Sommers spielte er dann für Sussex im englischen Cricket. Im August 2020 verlor er dann die Rolle des Vize-Kapitäns. Einen Monat später erzielte er in der ODI-Serie in England sein erstes Century über 106 Runs aus 114 Runs. Im Sommer 2021 erreichte er dann in den West Indies ein Fifty über 67 Runs. Auch fungierte er in der Serie erstmals als Kapitän, nachdem sich Aaron Finch verletzt hatte. Jedoch wurde er nicht mehr im Twenty20-Team berücksichtigt. Nachdem Tim Paine zurückgetreten war, folgte dann im Dezember 2021 gegen England sein Test-Debüt. Im zweiten Test der Serie erzielte er ein Fifty über 51 Runs. Im März erzielte er in Pakistan zwei Fifties in den Tests (93 und 67 Runs) und ein weiteres in den ODIs (56 Runs). Gegen Neuseeland erreichte er in der ODI-Serie im September 2022 ein Half-Century über 85 Runs.

## Privates
Carey ist verheiratet und hat zwei Kinder.